# Szczelina w Gęsiarni
Szczelina w Gęsiarni – obiekt jaskiniowy w Dolinie Będkowskiej w województwie małopolskim, w powiecie krakowskim, w gminie Wielka Wieś. Jest to rejon Wyżyny Olkuskiej w obrębie Wyżyny Krakowsko-Częstochowskiej.

## Opis obiektu
Znajduje się w skałach Gęsiarnia na orograficznie lewych zboczach Doliny Będkowskiej powyżej Źródła Będkówki. Dolny otwór szczeliny znajduje się na lewo od największego okapu Gęsiarni. W szczelinie jest kilka zaklinowanych głazów, które tworzą kolejne jej piętra. Szczelina jest sucha, przewiewna i w pełni oświetlona rozproszonym światłem słoneczny. Przy otworach rozwijają się glony i paprotka zwyczajna. Ze zwierząt obserwowano prosionki, wije, muchówki, pająki i motyle paśniki jaskiniowce.
Jaskinia wytworzyła się w późnojurajskich wapieniach skalistych. Jej spąg przykrywa skalny gruz zmieszany z glebą, próchnicą i liśćmi. Są nacieki w postaci polew naciekowych i grzybków naciekowych.
Szczelina zbadana została przez J. Nowak, M. Szota i M. Urbana wiosną 2012 r. Odgruzowali oni przejście między obydwoma otworami szczeliny. Plan wykonał J. Nowak.

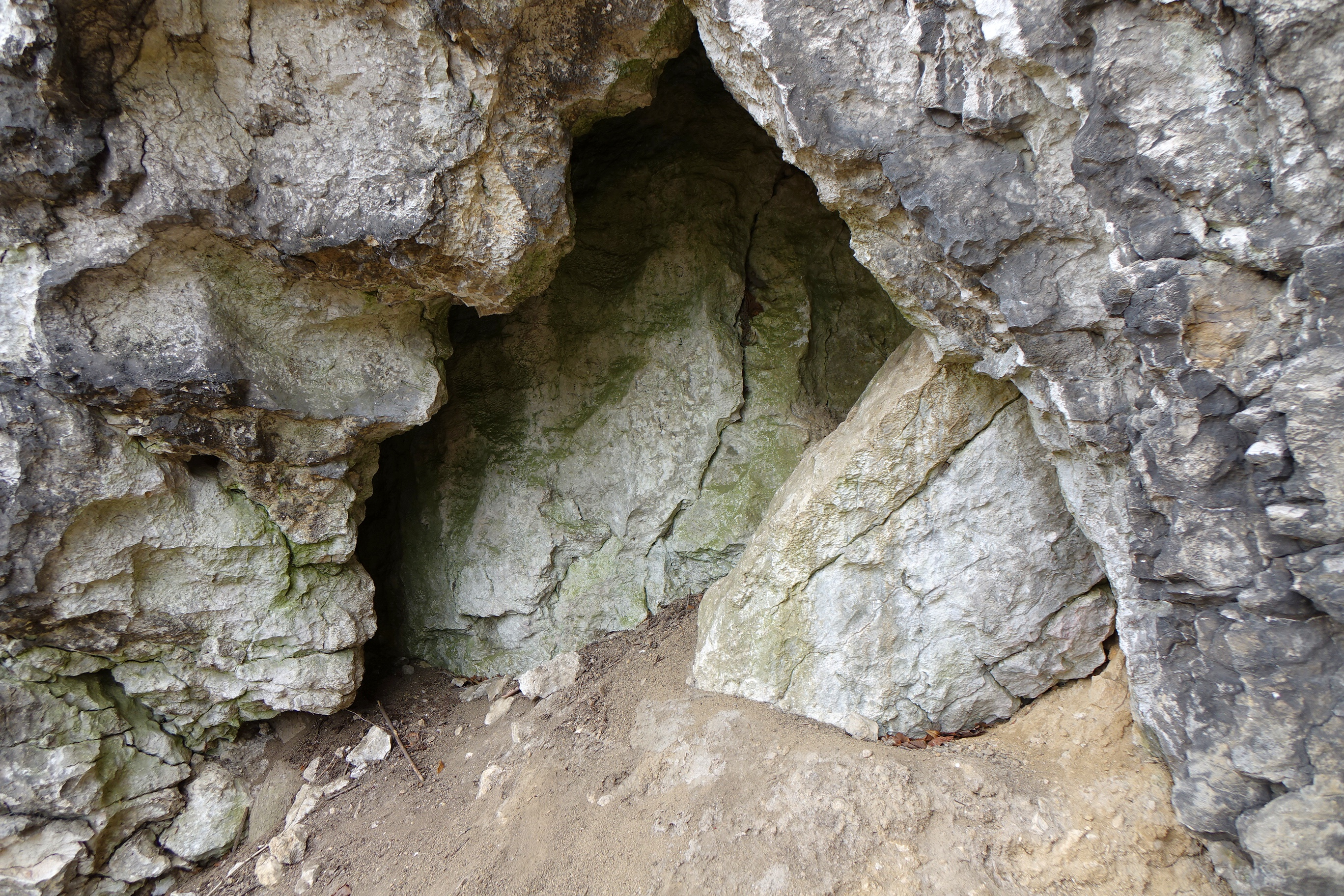
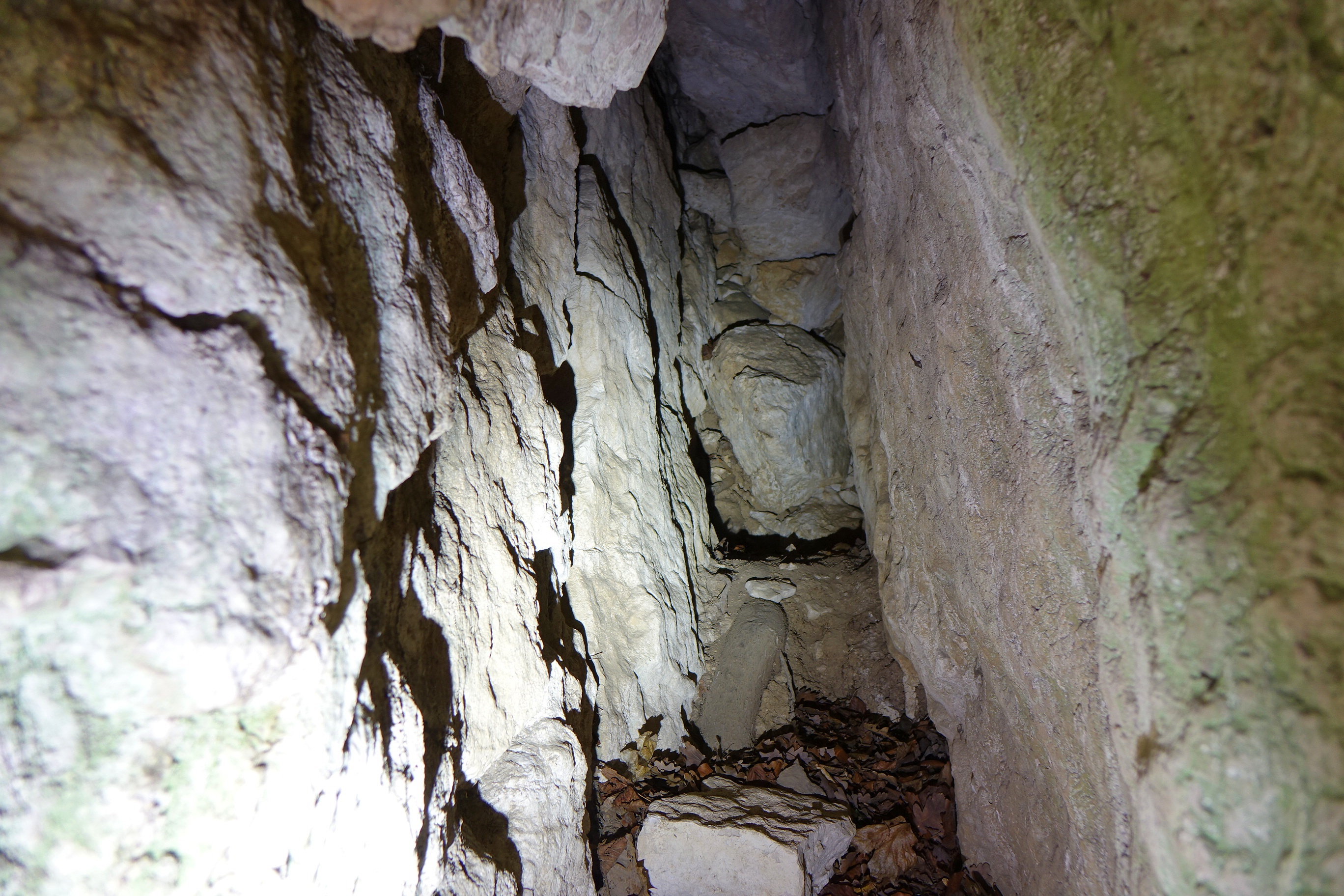
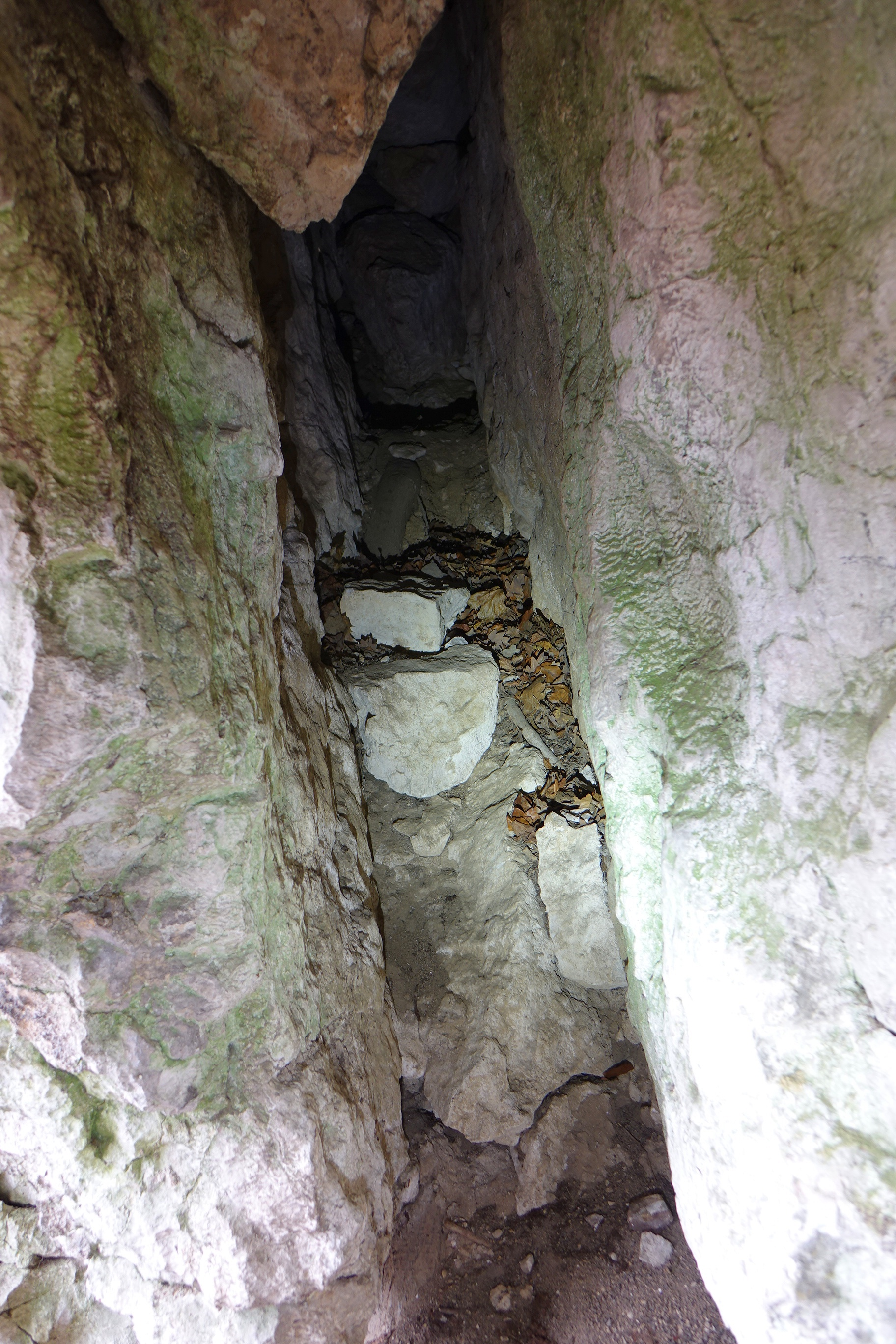